# Hypleurochilus geminatus
Hypleurochilus geminatus är en fiskart som först beskrevs av Charles Thorold Wood 1825.  Hypleurochilus geminatus ingår i släktet Hypleurochilus och familjen Blenniidae. Inga underarter finns listade i Catalogue of Life.